# Метилмалонова кислота
Метилмалонова кислота - це хімічна сполука з групи дикарбонових кислот. Вона складається з основної структури малонової кислоти, а також має метильну групу. Солі метилмалонової кислоти називаються метилмалонатами.

## Метаболізм

Шлях метаболізму пропіонату з метилмалоновою кислотою як побічним продуктом

Метилмалонової кислоти є побічним продуктом шляху метаболізму пропіонатів. Вихідними джерелами для цього є наступні, з відповідними приблизними внесками в метаболізм пропіонатів всього тіла в дужках:
- незамінні амінокислоти : метіонін, валін, треонін та ізолейцин[3] (~ 50%)[2]
- непарні жирні кислоти[3] (~ 30%)[2]
- пропіонова кислота з бактеріальної ферментації[3] (~ 20%) [2]
- бічний ланцюг холестерину[3]
- тимін[4]

Пропіонатне похідне, пропіоніл-КоА, перетворюється на D-метилмалоніл-КоА за допомогою пропіоніл-КоА карбоксилази, а потім перетворюється на L-метилмалоніл-КоА за допомогою метилмалоніл-КоА епімерази. Включення в цикл трикарбонових кислот відбувається шляхом перетворення L-метилмалоніл-КоА в сукциніл-КоА за допомогою L-метилмалоніл-КоА мутази, при цьому вітамін В12 у формі аденозилкобаламіну необхідний як кофактор. Цей шлях деградації від пропіоніл-КоА до сукциніл-КоА є одним з найважливіших анаплеротичних шляхів циклу трикарбонових кислот. Метилмалонова кислота утворюється як побічний продукт цього метаболічного шляху, коли D-метилмалоніл-КоА розщеплюється на метилмалонову кислоту і КоА під дією D-метилмалоніл-КоА гідролази. Фермент ацил-КоА-синтетаза сімейства член 3 (ACSF3), в свою чергу, відповідає за перетворення метилмалонової кислоти та КоА в метилмалоніл-КоА.
Внутрішньоклітинні естерази здатні видаляти метильну групу (-CH3) з метилмалонової кислоти і таким чином утворювати малонову кислоту.

## Клінічне значення

### Дефіцит вітаміну В12
Підвищений рівень метилмалонової кислоти може свідчити про дефіцит вітаміну В12. Однак цей тест є чутливим (пацієнти з дефіцитом майже завжди мають позитивний результат), але не специфічним (у людей, які не мають дефіциту вітаміну В12, може бути виявлений підвищений рівень метилмалонової кислоти). Рівень метилмалонової кислоти підвищений у 90-98% пацієнтів з дефіцитом В12. Його специфічність нижча, оскільки 20-25% пацієнтів віком понад 70 років мають підвищений рівень метилмалонової кислоти, але 25-33% з них не мають дефіциту В12. З цієї причини тест на метилмалонову кислоту не рекомендується проводити у людей похилого віку.

### Метаболічні захворювання
Його надлишок асоціюється з метилмалоновими ацидеміями.
Якщо підвищений рівень метилмалонової кислоти супроводжується підвищеним рівнем малонової кислоти, це може свідчити про метаболічне захворювання - комбіновану малоново-малонову ацидурію (CMAMMA). Розраховуючи співвідношення малонової кислоти до метилмалонової кислоти в плазмі крові, можна відрізнити CMAMMA від класичної метилмалонової ацидемії.

### Рак
Більше того, накопичення метилмалонової кислоти в крові з віком було пов'язано з прогресуванням пухлин у 2020 році.

### Бактеріальний ріст у тонкому кишечнику
Надмірний ріст бактерій у тонкому кишечнику також може призвести до підвищення рівня метилмалонової кислоти через конкуренцію бактерій у процесі всмоктування вітаміну В12. Це стосується вітаміну В12, що надходить з їжею та пероральними добавками, і його можна обійти за допомогою ін'єкцій вітаміну В12. На основі тематичних досліджень пацієнтів із синдромом короткої кишки також існує гіпотеза, що надмірний ріст кишкових бактерій призводить до підвищеного вироблення пропіонової кислоти, яка є попередником метилмалонової кислоти. Було показано, що в цих випадках рівень метилмалонової кислоти повертався до норми при застосуванні метронідазолу.

## Вимірювання
Концентрація метилмалонової кислоти в крові вимірюється за допомогою газової хроматографічної мас-спектрометрії або LC-MS, і очікувані значення метилмалонової кислоти у здорових людей становлять від 73 до 271 нмоль/л.